# ダムハ県
ダムハ県（ダムハけん、ベトナム語：Huyện Đầm Hà / 縣潭河?）は、ベトナムクアンニン省の県である。

## 行政区画
以下の1市鎮8社を管轄する。
- ダムハ市鎮（Đầm Hà / 潭河）
- ダイビン社（Đại Bình / 大平）
- ダムハ社（Đầm Hà / 潭河）
- ドゥクイエン社（Dực Yên / 翊安）
- クアンアン社（Quảng An / 廣安）
- クアンラム社（Quảng Lâm / 廣林）
- クアンタン社（Quảng Tân / 廣新）
- タンビン社（Tân Bình / 新平）
- タンラップ社（Tân Lập / 新立）